# Saint-Vincent (Alberta)
Pour les articles homonymes, voir Saint-Vincent.
Saint-Vincent est un hameau situé dans la Région du centre de l'Alberta au Canada.
Saint-Vincent constitue une communauté franco-albertaine. Son histoire est intimement liée à celle du bourg voisin de Saint-Paul, situé à une vingtaine de kilomètres au sud, dont elle dépend administrativement.
Le hameau est situé près des communautés francophones de Mallaig et de Thérien.
Le lac Vincent est situé à cinq kilomètres au sud-ouest du hameau.